# Scheenesluis
De Scheenesluis is een sluis in de Scheene ten noorden van het dorp Nijetrijne.
De sluis met een brug werd begin 20e eeuw gebouwd ter vervanging van een eerder bouwwerk. De sluis is een rijksmonument. Bij de sluis, die in het natuurreservaat Rottige Meente ligt, hoort ook een sluiswachterswoning.